# Cràter d'enfonsament
|  | Per a altres significats, vegeu «Cràter». |

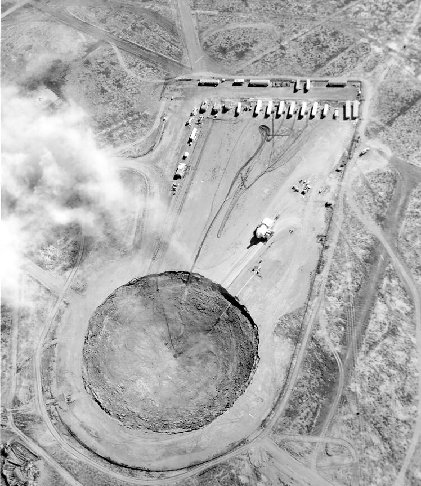
Cràter d'enfonsament després de la detonació i càmera de prova Huron King, que estava a menys de 20 quilotones (1980)

Un cràter d'enfonsament és un forat o depressió a l'esquerra en la superfície d'una àrea que ha tingut una explosió subterrània (normalment nuclear). Molts d'aquests cràters es troben presents al Lloc de Proves de Nevada, que ja no està en ús per a les proves nuclears.
Els cràters de subsidència es creen quan el sostre de la cavitat causada pels col·lapses d'explosió. Això fa que la superfície baixi en una dolina (que els cràters de subsidència són anomenats a vegades, veure més: dolina). És possible que es produeixi un col·lapse addicional des de la dolina a la cambra d'explosió. Quan aquest col·lapse addicional arriba a la superfície, i la càmera s'exposa a pressió atmosfèrica a la superfície, que es coneix com una xemeneia.
És en el punt que una xemeneia es forma a través del qual la pluja radioactiva pot arribar a la superfície. Al Lloc de Proves de Nevada, es van utilitzar profunditats de 100 a 500 m per a les proves.
.

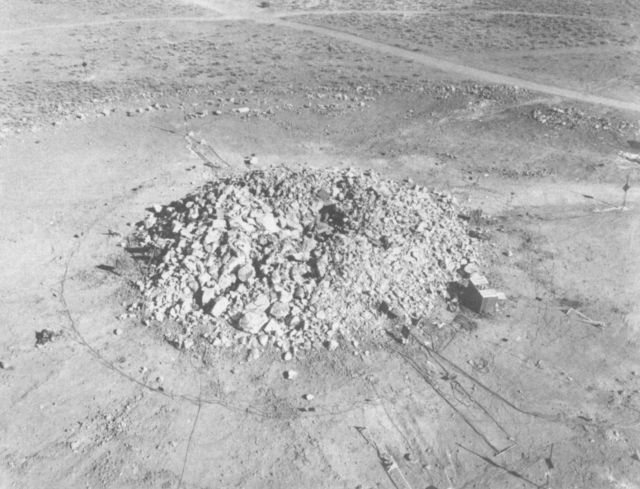
Talús format per l'explosió Whetstone Sulky

Quan el material per sobre de l'explosió és roca sòlida, a continuació, un monticle pot estar format per roques fragmentades que té un volum més gran. Aquest tipus de monticle ha estat anomenat "retarc", "cràter" escrit a l'inrevés.
Quan un pou de petroli de perforació es troba amb gas a alta pressió que no pot ser contingut, ja sigui pel pes del fang de perforació o per preventors de rebentada, la violenta erupció resultant pot crear un gran cràter que pot empassar-se una plataforma de perforació. Aquest fenomen es diu "cràters" en l'argot del camp de petroli. Un exemple del que és la Porta a l'infern a Derweze al Turkmenistan.

## Galeria

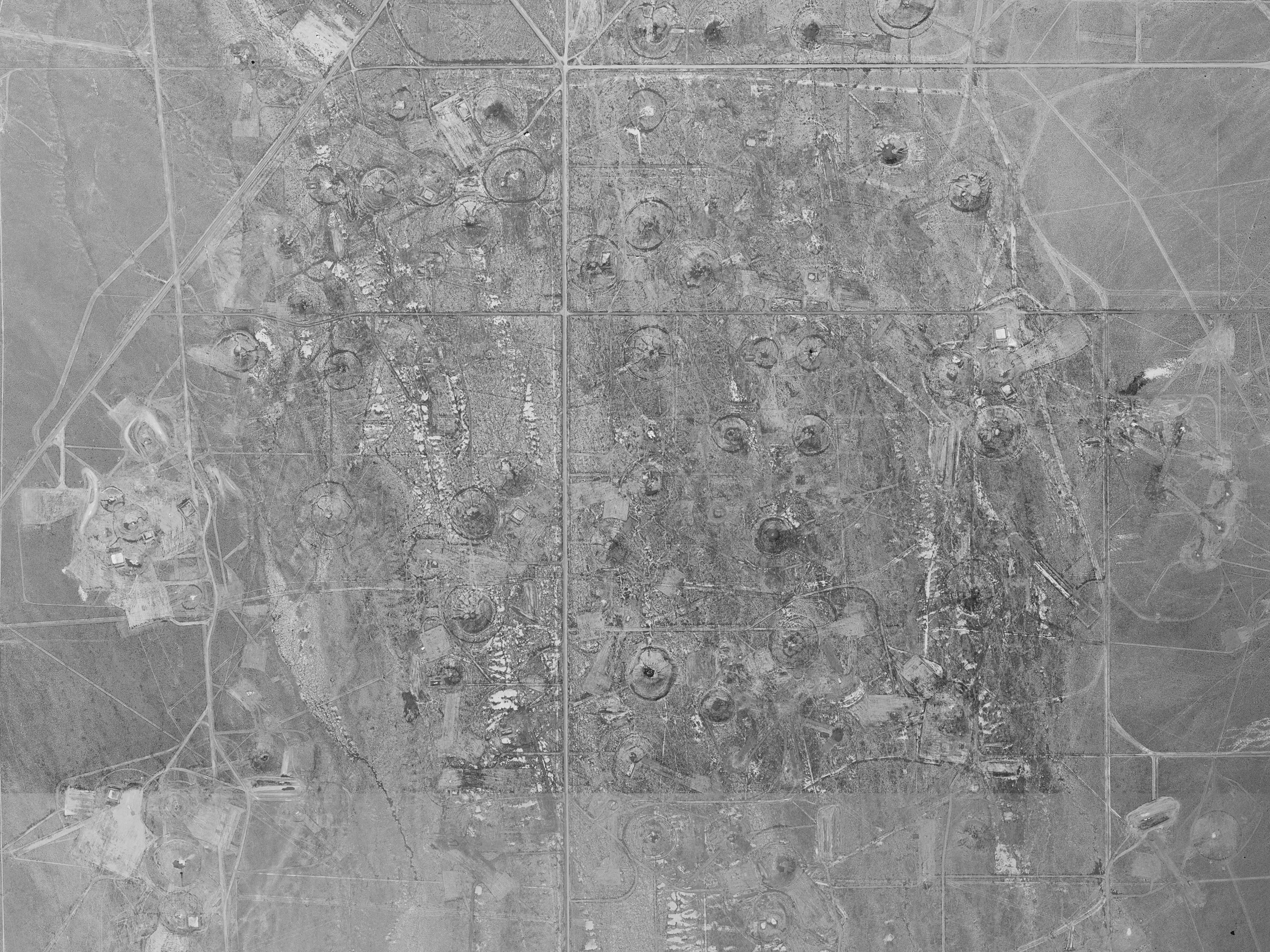
Cràters d'enfonsament a la secció sud del lloc de prova de Nevada
- Cràter d'enfosament en la formació